# Corâtna, Bârzula
Corâtna (în ucraineană Коритне, transliterat: Korîtne) este un sat în comuna Balta din raionul Bârzula, regiunea Odesa, Ucraina.

## Demografie
Componența lingvistică a comunei Corâtna
     Ucraineană (97,37%)
     Română (1,84%)
     Alte limbi (0,66%)
Conform recensământului din 2001, majoritatea populației comunei Corâtna era vorbitoare de ucraineană (97,37%), existând în minoritate și vorbitori de română (1,84%).